# DR X
DR X var en dansk DAB- og netradiostation efter eget udsagn målrettet lyttere der var for gamle til P3, men for unge til P4. Kanalen sendte fra d. 3. april 2006 til d. 14. oktober 2007.
Radiostationen spillede blandet pop-rock-rap musik med nyheder fra Radioavisen hver time.
I den første periode havde kanalen i hverdagene Alex Nyborg Madsen som morgenvært fra kl. 7 til kl. 9, og skiftevis Søren Thure Milkær og Sille Roulund som værter på et eftermiddagsprogram fra kl. 16 til kl. 18. Om aftenen genudsendte DR P4-programmet Studie 4 kl. 22, men programfladen blev ændret fra 2007.
DR X lukkede i 2007 som et led i DR's spareplan, og kanalen opnåede heller aldrig gode lyttertal. For at høre musikken som blev sendt på DR X, henviser DR til P3 og P4, samt til DR Rock.